# Medard Hartrath

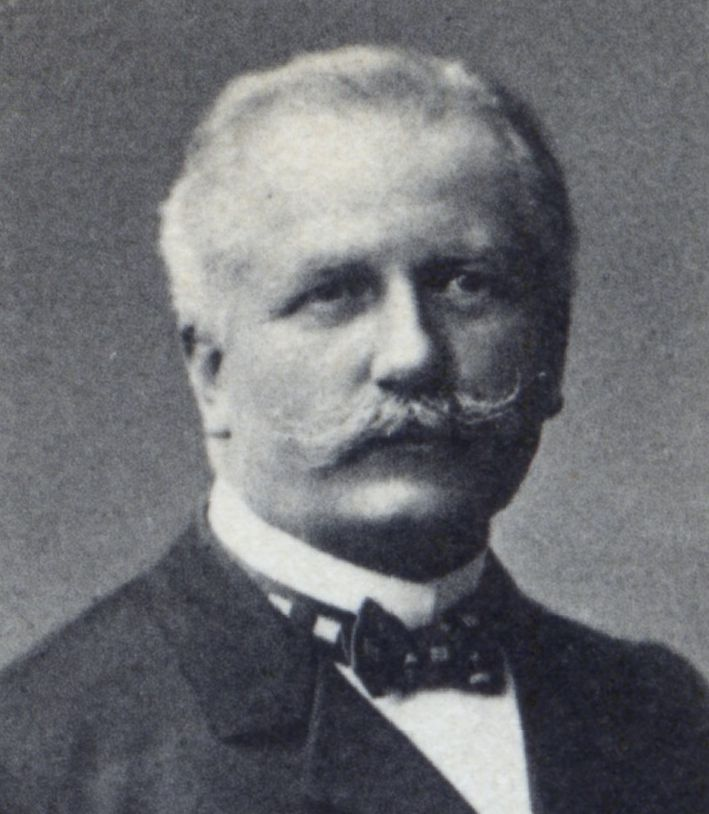
Medard Hartrath als Reichstagsabgeordneter 1912

Medard Hartrath (* 12. April 1858 in Vallendar; † 11. September 1928 in Trier) war Weingutsbesitzer und Mitglied des Deutschen Reichstags.

## Leben
Hartrath besuchte zunächst das Progymnasium zu Ahrweiler und erhielt auf dem Friedrich-Wilhelm-Gymnasium zu Trier 1878 das Reifezeugnis. Er wandte sich dem Berufe des Vaters, der Pharmazie, zu und konditionierte in Süddeutschland, Frankreich und der Schweiz. Von 1883 bis 1885 studierte er Pharmazie und dann Chemie an den Universitäten in München und Freiburg. Dabei wurde er jeweils aktives Mitglied von katholischen Studentenverbindungen im KV, in München bei der Saxonia und in Freiburg beim K.St.V. Brisgovia. Ab 1885 war er sieben Jahre Apothekenbesitzer in Borghorst.
1892 kaufte er das Weingut Charlottenau bei Trier und wurde später Mitglied der Trierer Handelskammer, des Handelsbeirats im Kaiserlich Statistischen Amt in Berlin und Vorstandsmitglied des Verbandes der Weinhändler des Regierungsbezirks Trier sowie des Weinbauvereins für Mosel, Saar und Ruwer. Der Trierer Stadtverordnetenversammlung gehörte er von 1905 bis 1922 an. Dort war er Vorsitzender der Zentrumsfraktion.
Von 1912 bis 1918 war er Mitglied des Deutschen Reichstags für den Wahlkreis Regierungsbezirk Trier 3 (Trier) und die Deutsche Zentrumspartei.
Hartrath spielte eine bedeutende Rolle im politischen Katholizismus im Trierer Raum. Er engagierte sich stark im Volksverein für das katholische Deutschland, der sich für die sozialen Belange der Katholiken einsetzte. Hartrath war Trierer Diözesanleiter und seit 1910 auch Vorstandsmitglied des Gesamtvereins in Mönchengladbach. 1898 war er Mitbegründer und langjähriger Vorsitzender des Albertus-Magnus-Vereins zur Förderung bedürftiger katholischer Studenten.
Alfons Hartrath (1897–1979), Direktor der Landes-Lehr- und Versuchsanstalt für Weinbau, Obstbau und Landwirtschaft in Trier, war ein Sohn von Medard Hartrath.